# عنوان الدراية فيمن عرف من العلماء في المائة السابعة ببجاية
عنوان الدراية فيمن عرف من العلماء في المائة السابعة ببجاية هو كتاب تراجم علماء بجاية في القرن السابع الهجري من تأليف الإمام القاضي أبو العباس أحمد الغبريني المعروف بسيدي بلعباس الزواوي (المتوفى 704 هـ).

## المؤلف
الفقيه القاضي أحمد الغبريني من مواليد القرن السابع الهجري نحو عام 644هـ الموافق لسنة 1246م.
وقد وُلِدَ في قرية من عرش أمازيغي قرب مدينة بجاية على أطراف حوض وادي الصومام.
نسبته إلى العرش الأمازيغي المسمى آث غبرين بضواحي عزازقة من قبائل البربر في المغرب الأوسط في أعالي وادي سيباو.
نشأ في بجاية وتعلم بها وبتونس، ذلك أن والده «أبا القاسم أحمد الغبريني» قد تولّى الفتوى بتونس.
له عدة مؤلفات من بينها «عنوان الدراية» و«المورد الأصفى» و«الفصول الجامعة».

## وصف الكتاب
يُعتبر عنوان الدراية من كتب علم التراجم وكتابة السير التي اهتمت بتاريخ بجاية ومنطقة القبائل في زواوة خلال حكم الدولة الحفصية في القرن السابع الهجري.
وقد تناول فيه القاضي المالكي سيدي بلعباس الغبريني سير حياة الأعلام من الفقهاء والمتصوفة والأئمة والعلماء والعارفين الذين عاشوا وتوافدوا على مدينة بجاية في المغرب الأوسط.
وقد أدرج الإمام الغبريني تراجم دقيقة بحث فيها أحوال الشخصيات والأفراد من أهل العلم الذين تركوا آثارا في المجتمع البجاية خلال القرن الثالث عشر الميلادي.
وتناول كتاب عنوان الدراية طبقة علماء بجاية في شتى المجالات، من الفقهاء والمتصوفة والأدباء والشعراء والفلاسفة وغيرهم، فاهتم بذكر حياتهم الشخصية، ومواقفهم وأثرهم في الحياة وتأثيرهم.

## مخطوطات الكتاب

### مخطوط المكتبة الوطنية الفرنسية
يحوز موقع غاليكا في فرنسا على نسخة مرقمنة من مخطوط عنوان الدراية مفهرسة تحت عنوان « Principes du savoir, traitant des ulémas qu'on connaissait à Bougie au VIIe siècle de l'hégire » في ملف به مائة وثمانية وعشرون (128) صفحة.
وعنوان هذه النسخة هي «عنوان الدراية في مشيخة بلاد بجاية» مكتوبة بخط مغربي واضح.
ويتكون هذا المخطوط من مائة وتسعة عشر (119) صفحة أصلية تم إدراجها في مقتنيات المكتبة الإمبراطورية الفرنسية بتاريخ 3 فيفري 1873م تحت رقم « Arabe 2155 ».
وتم الإفراج عن هذا المخطوط للمطالعة العمومية من طرف المكتبة الوطنية الفرنسية وفقا للقانون رقم 78-753 المؤرخ في 17 جويلية 1978م.

## تحقيق مخطوطات الكتاب

### تحقيق محمد بن أبي شنب
قام الشيخ محمد بن أبي شنب (1869م-1929م) بتحقيق مخطوط هذا الكتاب والتعليق عليه، ليتم بعد ذلك طبع الكتاب في «المطبعة الثعالبية» بالجزائر.
نُشِرَ هذا الكتاب أول مرة في مدينة الجزائر في سنة 1910م الموافقة لعام 1328هـ بعناية من الشيخ ابن أبي شنب نفسه.
وقد اعتمد محمد بن أبي شنب في تحقيق المخطوط والتصحيح على أربع نسخ:
1. النسخة الأولى: للمكتبة الدولية الجزائرية محفوظة تحت عدد (1734)،
2. النسخة الثانية: للفقيه النبيه سيدي عبد الرزاق الأشرف قاضي باتنة آنذاك،
3. النسخة الثالثة: للعالم العلامة سيدي علي بن الحاج موسى بمسجد ضريح زاوية سيدي عبد الرحمن الثعالبي بقصبة الجزائر.
4. النسخة الرابعة: للفقيه النجيب والوجيه الأديب سيدي أبي القاسم الحفناوي المدرس بالجامع الكبير في قصبة الجزائر.

### تحقيق عادل نويهض
قام الباحث «عادل نويهض» بتحقيق مخطوط هذا الكتاب والتعليق عليه، ليتم بعد ذلك طبع الكتاب في «منشورات دار الآفاق الجديدة» ببيروت.
ففي سنة 1969م قام «عادل نويهض» بتحقيقه والتعليق عليه ونشره مزودا بالفهارس الكاملة.
وقامت مطبوعات «لجنة التأليف والترجمة والنشر» ببيروت بإصدار الطبعة الأولى لهذا الكتاب النفيس في نفس السنة 1969م.
وجاءت الطبعة الثانية من هذا الكتاب في شهر أفريل 1979م في 460 صفحة.

### تحقيق رابح بونار
قام الباحث «رابح بونار» بتحقيق مخطوط هذا الكتاب والتعليق عليه، ليتم بعد ذلك طبع الكتاب في «الشركة الوطنية للنشر والتوزيع» بالجزائر.
ففي سنة 1965م قام «رابح بونار» بتحقيقه والتعليق عليه ونشره مزودا بالفهارس الكاملة ضمن سلسلة «ذخائر المغرب العربي».
وجاءت الطبعة الأولى من هذا الكتاب في عام 1970م في 351 صفحة.
وقال «رابح بونار» عن الكتاب:
وما جعل الأستاذ رابح بونار يعيد طبع الكتاب محققاً، أنَّ نسخه المطبوعة قد نفدت كلّها مما دعت الحاجة الثقافية إلى ذلك.
وهو لا ينفي الجهد الكبير الذي بذله ابن أبي شنب في تحقيق الكتاب؛ قال:
ومع ذلك فقد اعتمد «رابح بونار» نسخة ابن أبي شنب واعتبرها نسخة ثالثة يعود إليها عند التصحيح واعتمد أيضاً نسخة المكتبة الوطنية نفسها التي اعتمدها المحقق الأول، واعتبر نسخة ابن أبي شنب في الصدارة من الأهمية.

## علماء الكتاب
حوى كتاب عنوان الدراية مائة وتسعة وأربعين (149) ترجمة للعلماء البجائيين:
1. أبو مدين شعيب بن الحسين الأندلسي
2. أبو عبد الله محمد بن إبراهيم الوغليسي
3. أبو علي منصور بن أحمد بن عبد الحق المشدالي
4. أبو علي حسن بن علي بن محمد المسيلي
5. أبو محمد عبد الحق بن عبد الرحمن بن عبد الله بن حسين بن سعيد بن إبراهيم الأزدي الإشبيلي
6. أبو طاهر عمارة بن يحيى بن عمارة الشريف الحسني
7. أبو عبد الله العربي رضي الله عنه
8. أبو الفضل ابن محمد بن علي بن طاهر بن تميم القيسي
9. أبو محمد عبد الحق بن ربيع بن أحمد بن عمر الأنصاري[27]
10. أبو محمد ويكنى أبا فارس عبد العزيز بن عمر بن مخلوف
11. أبو محمد عبد الله بن محمد بن عمر بن عبادة القلعي
12. أبو عبد الله محمد بن الحسن بن ميمون التميمي القلعي
13. أبو العباس أحمد بن خالد من أهل مالقة
14. أبو القاسم محمد بن أحمد بن محمد الأموي
15. أبو الحجاج يوسف بن سعيد بن يخلف الجزائري
16. أبو عبد الله محمد بن صالح بن أحمد الكناني
17. أبو العباس أحمد بن محمد بن حسن بن محمد بن خضر الصدفي الشاطبي
18. أبو العباس أحمد بن عيسى بن عبد الرحمن الغماري
19. أبو القاسم بن أبي بكر اليمني
20. أبو العباس أحمد بن عثمان بن عجلان القيسي
21. أبو زكرياء يحيى بن زكرياء بن محجوبة القرشي السطيفي
22. أبو الحسن عبيد الله بن عبد المجيد بن عمر بن يحيى الازدي
23. أبو محمد عبد المجيد بن أبي البركات بن أبي الدنيا الصدفي الطرابلسي
24. أبو محمد عبد المنعم بن محمد بن يوسف بن عتيق الغساني
25. أبو عبد الله محمد بن عبد الرحمن بن عبد الله الخزرجي الشاطي
26. أبو العباس أحمد بن محمد بن حسن ابن الغماز الأنصاري
27. أبو عبد الله محمد بن أبي القاسم السجلماسي
28. أبو الحسن علي بن محمد الزواوي
29. أبو زكرياء يحيى بن أبي علي المشتهر بالزواوي
30. أبو عبد الله محمد بن عبد الله بن محمد المعافري القلعي
31. أبو محمد عطية الله بن منصور الزواوي اليراتني
32. علي بن أبي نصر فتح بن عبد الله
33. أبو الحسن علي بن أحمد بن الحسن بن إبراهيم الحرالي التجيبي
34. أبو عبد الله محمد بن علي الطائي الحاتمي الشهير بسيدي محي الدين بن عربي
35. أبو الفضل قاسم بن محمد القرشي القرطبي
36. أبو زكرياء المرجاني الموصلي
37. تقي الدين الموصلي
38. أبو العباس الجدلي الشريف
39. أبو النجم هلال بن يونس بن علي الغبريني
40. أبو عبد الله محمد بن علي القصري
41. أبو العباس أحمد بن عثمان بن عبد الجبار المتوسي الملياني
42. أبو عبد الله ابن شعيب
43. أبو الحسن عبيد الله بن محمد بن عبيد الله بن فتوح النفزي
44. أبو محمد عبد الله الشريف
45. أبو الحسن علي الشهير بابن الزيات
46. أبو تمام الواعظ الوهراني
47. أبو علي عمر بن عبد المحسن الوجهاني الصواف
48. أبو الحسن علي بن أحمد بن محمد بن أحمد بن عبد الله بن قاسم الأنصاري عرف بابن السراج
49. أبو إسحاق إبراهيم بن ميمون بن بهلول الزواوي
50. أبو تميم ميمون بن جبارة بن خلفون البردوي
51. أبو عبد الله محمد بن إبراهيم الفهري المشتهر بالأصولي
52. أبو العباس محسن بن أبي بكر بن شعبان
53. أبو بكر عبد الكريم بن عبد الملك بن عبد الله بن طيب الازدي عرف بابن يبكي
54. أبو عبد الله محمد بن عمر بن صمغان
55. أبو عبد الله ابن أمة الله
56. أبو جعفر ابن أمية
57. أبو عبد الله محمد بن علي بن حماد بن عيسى بن أبي بكر الصنهاجي
58. أبو محمد عبد الله بن أحمد بن عبد السلام عرف بابن الطير
59. أبو زيد عبد الرحمن بن علي بن محمد القرشي الصقلي المعروف بابن الحجري
60. أبو محمد عبد الله بن محمد بن يحيى الاغماني
61. أبو عثمان سعيد بن عبد الله المعروف بالجمل
62. أبو علي عمر بن مالك المرساوي
63. أبو الحسن علي بن عمران بن موسى الملياني عرف بابن أساطير
64. أبو إسحاق إبراهيم بن أحمد بن الخطيب
65. أبو محمد عبد الوهاب بن يوسف بن عبد القادر
66. أبو زيد عبد الرحمن بن علي بن أبي دلال
67. أبو محمد عبد الحق بن إبراهيم بن محمد بن سبعين المرسي
68. أبو الحسن علي بن عبد الله النميري الششتري
69. أبو العباس أحمد بن أبي القاسم عبد الرحمن بن عثمان التميمي الخطيب
70. أبو محمد عبد الله بن أحمد بن أبي القاسم عبد الرحمن بن عثمان التميمي
71. أبو محمد عبد الله بن حجاج بن يوسف
72. أبو محمد عبد الكريم بن عبد الواحد الحسني
73. أبو محمد عبد الله محمد بن أحمد بن محمد بن عبد الله الاريسي
74. أبو علي بن عزون السلمي
75. أبو الحسن علي بن عبد الله الأنصاري
76. أبو عبد الله محمد بن محمد بن الحسين الخشني
77. أبو زكرياء يحيى بن علي بن حسن بن حبوس الهمداني
78. أبو إسحاق بن العرافة
79. أبو سعيد ابن تونارت الدكالي
80. أبو زيد عبد الرحيم اليزناتني
81. أبو زكرياء يحيى بن أبي الحسن اللفتني
82. أبو سليمان داود بن مطهر الوجهانى
83. أبو القاسم عبد الرحمن بن محمد ين أبي بكر ابن السطاح
84. أبو يوسف يعقوب بن يوسف المنجلاتي
85. أبو عبد الله محمد بن محمد بن أبي بكر المنصور القلعي
86. أبو علي عمر بن أحمد العمري
87. أبو الخطاب عمر بن الحسن بن علي بن دحية الكلبي
88. أبو الربيع سليمان الأندلسي المعروف بكثير
89. أبو بكر محمد بن أحمد بن عبد الرحمن بن محمد بن سليمان بن محمد الزهري ويعرف بابن محرز
90. أبو عثمان سعيد بن علي بن محمد بن عبد الرحمن بن زاهر الانصاري البلنسي
91. أبو بكر محمد بن أحمد بن يحيى بن محمد بن محمد ابن سيد الناس اليعمري الاشبيلي
92. أبو المطرف أحمد بن عبد الله بن محمد بن حسين بن عميرة المخزومي
93. أبو عثمان سعيد بن حكم بن عمر بن حكم بن عبد الغني القرشي
94. أبو علي الحسن بن موسى بن معمر
95. أبو عبد الله محمد بن عبد الله بن أبي بكر بن عبد الله بن عبد الرحمن بن أحمد بن أبي بكر القضاعي الشهير بابن الابار
96. أبو محمد بن علوان
97. أبو العباس أحمد بن محمد بن عبد الله المعافري
98. أبو الحسن علي بن مؤمن بن محمد بن علي الحضرمي عرف بابن عصفور
99. أبو محمد عبد الحق بن يوسف بن حمامة الغبريني
100. أبو الحكم مروان بن عمار يحيى
101. أبو محمد عبد الله بن عبد الرحمن بن عبد الله [بن موسى] بن سليمان بن علي بن عبد الملك بن يحيى بن عبد الملك بن الحسن بن عميرة بن طريف بن اشكورنة الازدي
102. أبو محمد عبد الله بن نعيم الحضرمي القرطبي
103. أبو علي حسن بن الفكون
104. أبو عبد الله محمد بن أحمد بن محمد بن أحمد الاريسي المعروف بالجزائري
105. أبو عبد الله محمد بن يحيى بن عبد السلام
106. أبو جعفر أحمد بن يوسف القهري اللبلي
107. أبو العباس أحمد بن محمد القرشي الغرناطي
108. أبو عبد الله محمد بن محمد بن أحمد المعروف بابن الجنان